# روجي تشواسي
روجي تشواسي (بالإنجليزية: Roger Tchouassi)‏ (21 سبتمبر 1986 بساحل العاج - ) هو لاعب كرة قدم رواندي في مركز الهجوم. شارك مع منتخب رواندا لكرة القدم. أما مع النوادي، فقد لعب مع نادي جيبوتي تيليكوم وPolice F.C. (Rwanda) ‏.

## روابط خارجية
- روجي تشواسي على موقع قاعدة بيانات كرة القدم.إي يو (الإنجليزية)
- روجي تشواسي على موقع ناشيونال فوتبول تيمز (الإنجليزية)
- روجي تشواسي على موقع Soccerway.com (الإنجليزية)